# La Bosse (Sarthe)
La Bosse – miejscowość i gmina we Francji, w regionie Kraj Loary, w departamencie Sarthe.
Według danych na rok 1990 gminę zamieszkiwało 141 osób, a gęstość zaludnienia wynosiła 13 osób/km² (wśród 1504 gmin Kraju Loary La Bosse plasuje się na 1093. miejscu pod względem liczby ludności, natomiast pod względem powierzchni na miejscu 973.).